# Chavenon
Chavenon je francouzská obec v departementu Allier v regionu Auvergne. V roce 2011 zde žilo 133 obyvatel.

## Sousední obce
Buxières-les-Mines, Chappes, Murat, Saint-Sornin

## Vývoj počtu obyvatel
Počet obyvatel 